# Kijk- en luistertoets
Een kijk- en luistertoets is een toets die veel in het middelbaar onderwijs wordt afgenomen. Omdat er voorheen veel geklaagd werd over de luistertoetsen kwam er in 2017 een regel waarbij elke middelbare scholier maximaal 3 keer per jaar een luistertoets herkansen. Voorheen bestond de toets alleen uit luistervaardigheid, maar sinds 2003 maakt ook een visueel deel onderdeel uit van dit schoolexamen. De meeste scholen voor voortgezet onderwijs in Nederland gebruiken de luistertoetsen voor de moderne vreemde talen en Nederlands van het Cito.
Het Cito biedt ieder jaar kijk- en luistertoetsen aan voor de talen Nederlands, Engels, Frans en Duits (vroeger ook Spaans, maar die worden nu niet meer geleverd).

## Toetsen buitenlandse talen
In de kijk- en luistertoetsen Engels, Frans en Duits van Cito krijgt de leerling (een deel van) buitenlandse televisie- en radioprogramma's en interviews te zien en te horen. Deze programma-onderdelen zijn opgesplitst in fragmenten. Na elk fragment krijgt de leerling een meerkeuzevraag te beantwoorden over wat hij of zij heeft gezien en gehoord. Voor iedere vraag heeft de leerling ongeveer 20 seconden, waarna het het volgende fragment volgt. De toetsen bestaan uit:
- een videodeel. Hierin krijgt een leerling (een deel van) bijvoorbeeld televisiejournaals, reclames, discussies, documentaires, interviews et cetera te horen en te zien en moet hier tijdens de ingelaste pauzes meerkeuzevragen over beantwoorden.
- een audiodeel. Hierin krijgt een leerling (een deel van) bijvoorbeeld een radio-uitzending of een interview te horen en ook hier moeten in de ingelaste pauzes meerkeuzevragen over worden beantwoord.

## Toetsen Nederlands
Ook voor het vak Nederlands brengt Cito kijk- en luistervaardigheidstoetsen op de markt. Deze toetsen zijn bedoeld voor het vmbo en toetsen dingen als:
- zoekend luisteren
- uitvoeren van instructies
- tekstbegrip
- sprekersbedoeling
- fictie

De toetsen Nederlands bestaan alleen uit een videodeel waarin, afhankelijk van het niveau, drie van deze vijf dingen worden getoetst. Alleen fictie wordt in iedere toets getoetst.
In de meeste onderdelen is het zo dat de leerling eerst een stuk van het betreffende televisieprogramma te zien krijgt en ergens halverwege het fragment komt er een pauze van ongeveer 2 minuten en in die pauze moet de leerling 6 tot 10 meerkeuzevragen beantwoorden over wat hij of zij heeft gezien en gehoord.
Sprekersbedoeling wordt anders getoetst. Er komt een televisiefragment van bijvoorbeeld een groepsdiscussie. Na een bepaalde uitspraak wordt het fragment enkele seconden onderbroken en moet de leerling een meerkeuzevraag beantwoorden, meestal gaat dit over wat voor soort uitspraak het was, bijvoorbeeld een mening of een uitspraak die samen met een andere uitspraak een opsomming vormt.